# Cham (Zug)
Cham és un municipi del cantó de Zug (Suïssa).